# Vipera ursinii
Гадюка лучна (Vipera ursinii) — вид змій родини гадюкових (Viperidae). Поширений у Південній та Південно-Східній Європі. Раритетний вид, занесений до Червоного списку МСОП та інших природоохоронних документів. Отруйна змія.
Інші назви — гадюка степова західна, гадюка степова, гадюка Орсіні.

## Етимологія
Вид названий на честь італійського натураліста Антоніо Орсіні (1788—1870).

## Поширення
Змія поширена на альпійських луках у Франції, Італії та на Балканах, та у низинних степах Угорщини, Румунії та Молдови. Вважається, що вид мешкає також на крайньому південному заході України (Одеська область). Ці відомості потребують підтвердження, і тому вид відсутній в офіційному (академічному) переліку видів плазунів України. 

## Опис
Середні розміри близько 40—50 см, може досягати 80 см завдовжки. Тіло сірого, піщаного або коричневого забарвлення з темною зигзагоподібною смугою на спині.

## Спосіб життя
У гори степова гадюка піднімається до висоти 2500 м над рівнем моря. Харчується кониками, ящірками, гризунами, рідко — іншими дрібними хребетними. Зимує тварина в норах і щілинах між камінням. Зимівля степової гадюки закінчується в березні, парування відбувається в квітні-травні і супроводжується активним пошуком самцями самиць. Степова гадюка — живородна тварина. Вагітність триває 90-130 діб. Одна самка народжує 3-16 дитинчат.

## Отрута
Отруйна змія, але отрута має здебільшого місцеву дію. Смертельні випадки невідомі.

## Охорона
Раритетний вид плазунів, занесений до Червоного списку МСОП (охоронна категорія: уразливий вид). В Європі він охороняється Бернською конвенцією (Резолюція 6). 